# Antoine Hoppenot
Antoine Laurent Hoppenot (Parigi, 23 novembre 1990) è un ex calciatore statunitense, di ruolo attaccante.